# Trilaciclib
Trilaciclib, comercializado bajo la marca Cosela, es un medicamento utilizado para reducir la supresión de la médula ósea inducida por la quimioterapia .  Específicamente, se usa antes del tratamiento con platino y etopósido o topotecán para el cáncer de pulmón de células pequeñas .  Este medicamento se administra mediante inyección en una vena. 
Los efectos secundarios de este medicamento incluyen cansancio, niveles bajos de calcio, niveles bajos de potasio, niveles bajos de fosfato, dolor de cabeza y neumonía ;  otros efectos secundarios pueden incluir reacciones alérgicas, dolor en el lugar de la inyección y neumonitis .  El uso durante el embarazo de este medicamento puede dañar al bebé.  Funciona bloqueando temporalmente CDK4 y CDK6 . 
Este medicamento fue aprobado para uso médico en los Estados Unidos en el 2021.  No está disponible en Europa ni en el Reino Unido a partir del 2022.  En los Estados Unidos cuesta alrededor de 1.600 dólares estadounidenses por 300 mg a partir de 2022. 